# Dolomites de Braies
Les Dolomites de Braies (Pragser Dolomiten en allemand) sont un groupe montagneux des Dolomites, situé entre la province de Bolzano et la province de Belluno, entre le val Pusteria au nord, le val Badia au sud-ouest et le val di Landro à l'est. Il est divisé principalement par la vallée de Braies, qui bifurque après quelques kilomètres vers Prato Piazza et le pittoresque lac de Braies. Le toponyme provient de la municipalité de Braies et de la vallée homonyme. Une grande partie du parc naturel Fanes - Sennes - Braies se situe dans le groupe montagneux.

## Principaux sommets
Les principales montagnes des Dolomites de Braies sont :
- Croda Rossa d'Ampezzo - 3 146 m
- Crodaccia Alta - 3 015 m
- Pic de Vallandro - 2 839 m
- Croda del Becco - 2 810 m
- Col Bechei - 2 794 m
- Monte Sella di Sennes - 2 787 m
- Monte Sella di Vigil - 2 673 m
- Cima dei Colli Alti - 2 542 m
- Monte Serla - 2 378 m
- Monte Specie - 2 308 m
- Plan de Corones - 2 277 m

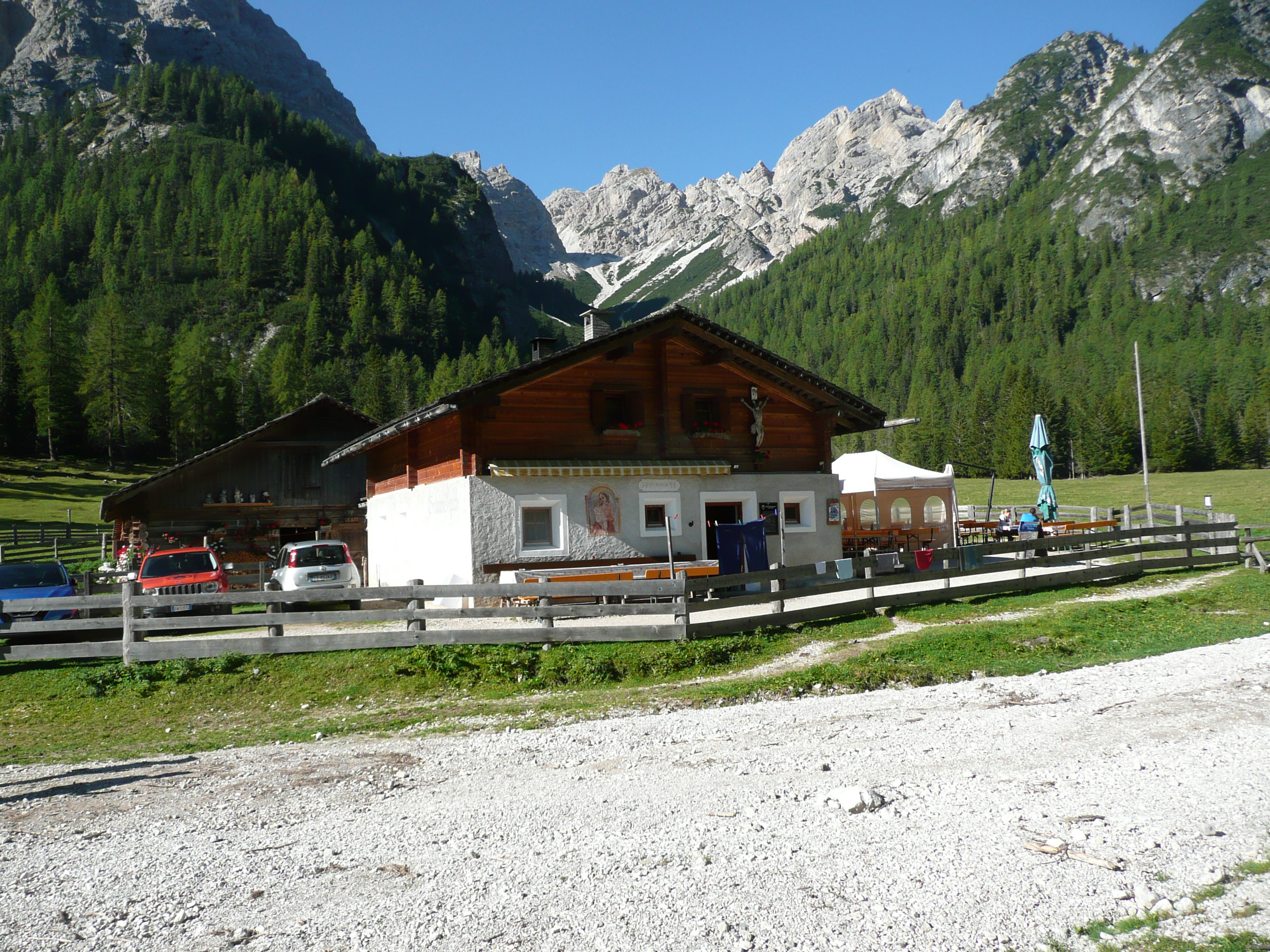
Les Dolomites de Braies et la vallée éponyme.
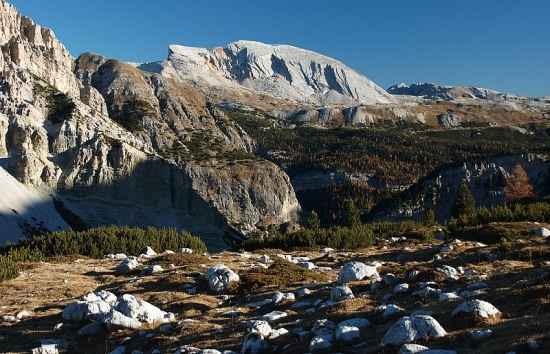
Vue sur le Sennesalm jusqu'à la Croda del Becco.
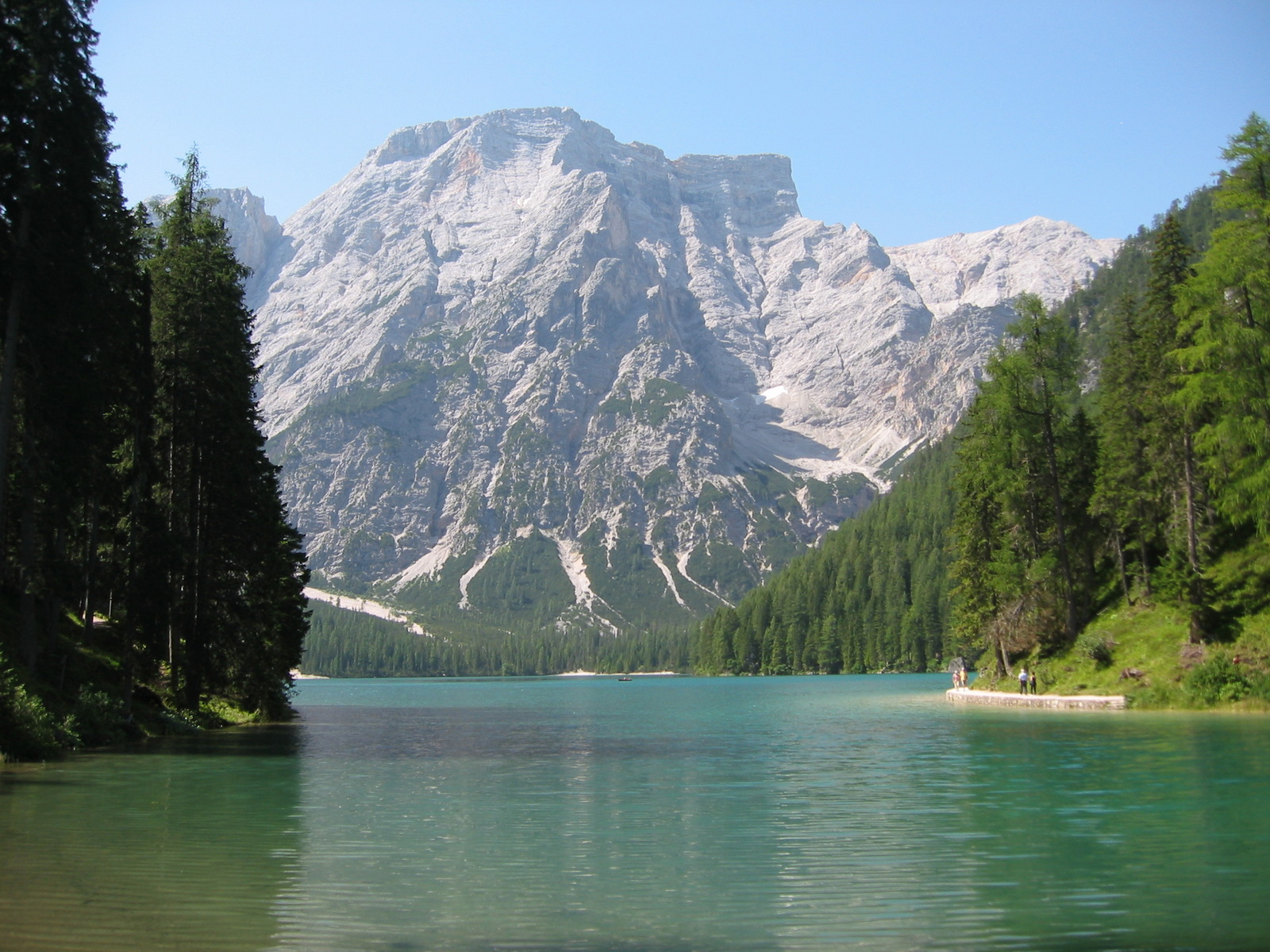
Le lac de Braies et la Croda del Becco.